# Yenokavan
Yenokavan (in armeno Ենոքավան?, chiamato anche Enokavan/Enoqavan; fino al 1935 Krdevan) è un comune dell'Armenia di 576 abitanti (2001) della provincia di Tavush. Il paese fu rinominato nel 1935 in onore di Yenok Mkrtumian, che fondò il primo nucleo del partito comunista della regione.
Yenokavan si trova pochi chilometri a nord del capoluogo della provincia, Ijevan, presso l'autostrada principale. Il canyon dietro al villaggio ha una foresta lussureggiante, un fiume ed alcune caverne con interessanti incisioni rupestri.